# オマール・ダフ
オマール・ダフ（Omar Daf, 1977年2月12日 - ）は、セネガル・ダカール出身の元同国代表サッカー選手、サッカー指導者。現役時代のポジションはDF。

## 来歴
地元ダカールのクラブでキャリアをスタート。17歳のときスカウトの目に留まり、ベルギー2部のKVCウェステルローへと移籍した。オランピック・トノン・シャブレを経て、1997年にFCソショーに加入。当時2部だったソショーでの初シーズンでは6試合1得点を記録した。以後、12シーズンに渡りソショーでプレー。2009年に契約満了によりスタッド・ブレスト29に移籍した。ブレストでは、2009-10シーズンにリーグ・ドゥベストイレブンに選出。2012年、ブレストとの契約が切れ、再びソショーへと復帰している。

## 代表歴

### 出場大会
- セネガル代表
  - FIFAワールドカップ: 2002 （ベスト8）
  - アフリカネイションズカップ: 2000, 2002, 2004, 2006

### 試合数
- 国際Aマッチ 57試合 0得点（1999年-2012年）[1]

| セネガル代表 | 国際Aマッチ | 国際Aマッチ |
| 年           | 出場        | 得点        |
| ------------ | ----------- | ----------- |
| 1999         | 6           | 0           |
| 2000         | 5           | 0           |
| 2001         | 9           | 0           |
| 2002         | 14          | 0           |
| 2003         | 3           | 0           |
| 2004         | 5           | 0           |
| 2005         | 2           | 0           |
| 2006         | 5           | 0           |
| 2007         | 0           | 0           |
| 2008         | 0           | 0           |
| 2009         | 0           | 0           |
| 2010         | 3           | 0           |
| 2011         | 2           | 0           |
| 2012         | 3           | 0           |
| 通算         | 57          | 0           |

## タイトル
- FCソショー

リーグ・ドゥ (1):2000-01
リーグ・カップ (1):2004
フランス・カップ (1):2007